# استفان میلوویچ (بازیکن فوتبال، زاده فوریه ۱۹۸۹)
استفان میلوویچ (انگلیسی: Stefan Milojević؛ زادهٔ ۶ فوریهٔ ۱۹۸۹) بازیکن فوتبال اهل صربستان است.
از باشگاه‌هایی که در آن بازی کرده‌است می‌توان به باشگاه فوتبال موناکو و باشگاه فوتبال بیرمنگام سیتی اشاره کرد.